# Cazierius chryseus
Espèce
Cazierius chryseus est une espèce de scorpions de la famille des Diplocentridae.

## Distribution
Cette espèce est endémique de la province de Camagüey à Cuba. Elle se rencontre vers Sierra de Cubitas.

## Description
Le mâle holotype mesure 27,5 mm.

## Publication originale
- Teruel & Armas, 2006 : La subfamilia Diplocentrinae (Scorpiones: Scorpionidae) en Cuba. Tercera parte: dos nuevas adiciones al género Cazierius Francke 1978. Boletín Sociedad Entomológica Aragonesa, vol. 38, p. 95-102 (texte intégral).